# Le Monde fou, fou, fou de Bugs Bunny
Série
Bugs Bunny, Bip Bip : Le Film-poursuite
(1979) Les Mille et un contes de Bugs Bunny
(1982)
Pour plus de détails, voir Fiche technique et Distribution.
Le Monde fou, fou, fou de Bugs Bunny (The Looney Looney Looney Bugs Bunny Movie) est un film Looney Tunes/Merrie Melodies de 1981 compilant des dessins animés classiques de la Warner Bros. et de nouvelles séquences animées réalisé par Friz Freleng mettant en scène Bugs Bunny. Les nouvelles séquences animées ont été produites par Warner Bros. Animation et il s'agit de la première compilation de dessins animés Looney Tunes/Merrie Melodies.

## Synopsis
Le film commence avec le court métrage oscarisé de 1958 Les Peureux Chevaliers de la Table ronde (Knighty Knight Bugs) avant que ne s'affichent les crédits d'ouverture. Ensuite, Bugs narre comment les courts métrages Looney Tunes et Merrie Melodies ont remplacé le cinéma burlesque avant de nous présenter un « nabot soupe-au-lait du nom de Sam le pirate ».

### Acte 1:Satan t'attend
Sam le pirate fait la cour à Mémé avec de mauvaises intentions pour les $50 000 000 dont elle a hérité, mais Bugs surprend son plan et contrecarre Sam sous le déguisement d'un autre prétendant et plus tard de Mémé elle-même. À la fin, Sam meurt après avoir été écrasé par un coffre-fort que Bugs lui lança et atterrit en enfer. Satan propose de lui donner trois  chances dans la vie, pour qu'il envoie quelqu'un à sa place. Sam accepte et, en tant que capitaine de légion romaine, un Saoudien, et dans ses habits de cowboy habituels, tente de tuer Bugs. Ses tentatives sont infructueuses, mais quand Satan lui offre une chance de plus, Sam refuse, en lui disant qu'il devrait aller chercher Bugs lui-même et décide de rester.

### Acte 2:Les Indescriptibles
Bugs Bunny nous parle à propos des flics et des cambrioleurs, ainsi que des films de gangsters. Dans l'acte 2, il y aura trois dessins animés consacrés au gangster, Rocky.
Immédiatement après être devenu un détective de la police (sous le nom de code « Carrot Mess »), Bugs est capturé par Rocky et son gang, qui tentent de le noyer. Bugs s'échappe rapidement et s'incruste à la fête d'anniversaire de Rocky ce soir-là, déguisé en showgirl. Rocky s'aperçoit de la supercherie et, accompagné de Mugsy, le poursuit dans une usine de céréales, où Bugs piège le duo dans la machine de fabrication de céréales. Ensuite, il fait venir Rocky à la cour, mais grâce à quelques manipulations et un anglais obscurcissant par un avocat véreux et contraire à l'éthique de Rocky à son procès, le gangster est libre.
Bugs a des difficultés à trouver la nouvelle cachette de Rocky jusqu'à ce que la nouvelle sur l'œuf en or du fermier Porky Pig, qui a apparemment été pondu par Daffy Duck. À la lecture de cette information, Rocky et ses acolytes capturent Daffy et exigent de lui de pondre un autre œuf d'or. Il l'a finalement fait après que Rocky lui ait tiré en vain dans la tête, et est ensuite ordonné d'en pondre plus afin de remplir leur collection de boîtes d'œufs. Bugs et la police entrent soudainement et arrêtent le gang de Rocky. Mais une autre loi échappatoire le définit comme de nouveau libre.
Rocky capture Titi et le tient pour rançon, et Bugs nomme Sylvestre le chat pour sauver Titi et épingle un badge sur sa poitrine en le laissant japper dans la douleur. Effectivement, le chat trouve l'oiseau dans la cachette de Rocky. Après plusieurs tentatives infructueuses de Sylvestre de manger Titi, la police se montre et entoure la cachette de Rocky. Sylvestre finit par être salué comme un héros pour avoir apparemment sauvé Titi, et Bugs amène Rocky et Mugsy en prison, mais est forcé d'y aller avec eux parce qu'il a perdu les clés de ses menottes.

### Acte 3:Les Oswalds
Dans le troisième et dernier acte, Bugs nous présente les Prix Oswald, une cérémonie de remise de prix créée par Friz pour les personnages de dessins animés. Il anime alors la cérémonie lui-même, annonçant les nommés - le loup des Trois Petits Bip-bops, Titi et Grosminet, et lui-même. Pendant le cartoon de Bugs, Daffy parle à un Sam le pirate impressionné qui lui crie alors de se taire envoyant Daffy droit dans les bras de Mémé. Pendant tout cela, Daffy Duck ronchonne continuellement sur le fait qu'il n'a pas été nommé. Lorsque Bugs remporte le prix, Daffy devient furieux et défie Bugs à une épreuve de talents. Bugs semble avoir la faveur du public, mais Daffy gagne finalement ses applaudissements en se faisant sauter. Bugs donne à un Daffy fantômatique le prix, répondant « Voilà qui prouve bien qu'il faut se tuer à la tâche pour avoir un Oswald dans cette ville ! »

## Distribution
- Titre français : Le Monde fou, fou, fou de Bugs Bunny
- Titre original : The Looney Looney Looney Bugs Bunny Movie
- Réalisation : Friz Freleng
- Scénario : John Dunn, David Detiege, Friz Freleng, Warren Foster, Tedd Pierce
- Musique : Rob Walsh, Don McGinnis
- Production : Friz Freleng et Hal Geer
- Sociétés de production : Warner Bros. Pictures
- Pays d'origine : Etats-Unis
- Langue originale : anglais américain
- Durée : 79 minutes
- Dates de sortie

États-Unis :  20 novembre 1981 (Cinéma)   
France : 13 juillet 1983 (Cinéma, estimation) 

## Courts métrages contenus
Plusieurs courts métrages classiques sont inclus dans le film :

### Introduction
- Les Peureux Chevaliers de la Table ronde (Knighty Knight Bugs) (intégral, avec la musique de Merrie Melodies au lieu de celle de Looney Tunes, des anneaux rouges au lieu de bleus, pas de crédits et le générique de fin supprimé)
- La Petite Souricette Rouge (Little Red Rodent Hood) (extrait)
- Speedy Gonzales (extrait)
- Pizza Titi (A Pizza Tweetie Pie) (extrait)

### Premier acte
- La Guerre des galants (Hare Trimmed)
- Satan attend (Satan's Waitin') (bref extrait des bouledogues sataniques aboyant originellement envers Sylvestre)
- Bugs Bunny dans l'arène (Roman Legion-Hare)
- Que le diable m'emporte (Devil's Feud Cake)
- Bugs Bunny au Sahara (Sahara Hare)
- Bunny au Far West (Wild and Woolly Hare)

### Second acte
- Les Indescriptibles (The Unmentionables)
- Histoire d'œufs (Golden Yeggs)
- Grosminet sauveteur (Catty Cornered)

### Troisième acte
- Les Trois Petits Bip-bops (Three Little Bops)
- Les Mangeurs d'oiseaux anonymes (Birds Anonymous)
- Saute qui peut ! (High Diving Hare)
- Daffy Duck superstar (Show Biz Bugs)

## Distribution

### Version originale
- Mel Blanc : Bugs Bunny, Sam le pirate, Daffy Duck, Porky Pig, Pepé le putois, Speedy Gonzales, Sylvestre, Titi, Rocky, Mugsy, Roi Arthur, Sire Ose de Foie, Sire Haut de Citron, Gerry le dragon, Treasury Director, Juge, Clancy, O'Hara, Policiers, Clarence, Chats des M.O.A.
- June Foray : Mémé
- Stan Freberg : Grand Méchant Loup, Trois Petits Cochons
- Ralph Jones : Narrateur
- Frank Nelson : Satan
- Frank Welker : Chien reporter, Maire

### Version française

#### Premier doublage (1983)
- Guy Piérauld : Bugs Bunny
- Emmanuel Jacomy : Grosminet, Porky Pig, Pépé le putois, le cochon guitariste (dialogues exclusifs au film), voix diverses
- Claude Joseph : Sam le pirate, Rocky, le chien présentateur, le roi, le cochon batteur (dialogues exclusifs au film), voix diverses
- Claude Nicot : Daffy Duck, Satan, le Grand Méchant Loup (dialogues exclusifs au film), le cochon pianiste
- Gilbert Lévy : Mugsy, Clarence
- Kelvine Dumour : Titi, Mémé, le cochon pianiste (dialogues exclusifs au film)
- Lita Recio : Mémé
- Philippe Peythieu : le cochon guitariste
- Pascal Renwick : Le Grand Méchant Loup
- Daniel Lafourcade : Sir Osis

#### Second doublage (2001)
- Gérard Surugue : Bugs Bunny
- Patrick Préjean : Sam le pirate, Grosminet
- Patricia Legrand : Titi
- Patrick Guillemin : Daffy Duck, le chien présentateur, le cochon guitariste, Sir Loin, voix diverses
- Michel Mella : Porky Pig, Clarence, le cochon pianiste, Speedy Gonzales, Sir Osis, voix diverses
- François Carreras : Pépé le putois
- Barbara Tissier : Mémé
- Michel Vigné : Satan, Rocky, le Grand Méchant Loup, le cochon batteur
- Jean-Michel Farcy : Mugsy, Nick
- Jacques Ciron : Un journaliste (Catty Cornered)
- Bernard Métraux : un des narrateurs

Source : Planète Jeunesse

## Sorties vidéo
VHS
Une VHS de la collection Pop-Corn de Warner Home Vidéo est sortie en 1990. Une seconde VHS est sortie en 2001 sous le nom de : Bugs Bunny : Un monde fou, fou, fou !
LaserDisc
Un LaserDisc est sortie en 1992.
DVD
Un DVD est sortie le 7 avril 2010 sous le nom de : Le meilleur de Bugs Bunny. Ce film est d'ailleurs le seul film de la série des films compilations des Looney Tunes à être édité en DVD en France. 
Format Dématérialisé
Le film est disponible sur iTunes sous le même titre que le DVD.